# Egil Gjelland
Egil Gjelland (n. 12 noiembrie 1973, Voss (comună), Hordaland, Norvegia) este un biatlonist ce a reprezentat Norvegia, medaliat olimpic. A participat la 2 ediții ale Jocurilor Olimpice (1998, 2002) în care a câștigat o medalie de aur și o medalie de argint.